# Petite Poste
Die Petite Poste (deutsch kleine Post) war ein Stadtpostunternehmen in Paris.
Am 5. März 1758 ging an den Rechnungshof-Beamten Humbert Piarron de Chamousset (1717–1773) die Genehmigung für diese Stadtpost und am 9. Juni 1760 begann der Postdienst. Die „große Post“ in Frankreich stellte Postsendungen nur von Ort zu Ort, aber nicht innerhalb von Städten zu, deswegen gründete Chamousset diese Stadtpost. Die Postverteilung fand zunächst dreimal pro Tag statt und später maximal neunmal. Die Gebühren waren standardmäßig im Voraus zu entrichten und lagen bei 2 Sous in der Innenstadt, für die Vororte 3 Sous und bei Weiterbeförderung mit der „großen Post“ bei 6 Sous. Im weiteren Verlauf wurden in Frankreich weitere lokale Postunternehmen in Bordeaux, Lyon, Nantes, Rouen, Nancy, Strasbourg, Marseille und Lille gegründet. Die Vereinigung der kleinen Postunternehmen mit der „großen Post“ fand 1780 gegen Ausgleichszahlungen statt.
Die erste Pariser Stadtpost gab es bereits ab 1653–1654, eingerichtet durch Jean-Jacques Renouard de Villayer.